# Список персонажей телесериала «Агент Картер»
«Агент Картер» — американский телесериал, созданный Кристофером Маркусом и Стивеном Макфили для телеканала ABC, вдохновившись фильмом 2011 года «Первый мститель» и одноимённой короткометражкой 2013 года от Marvel One-Shots. Его действие происходит в Кинематографической вселенной Marvel (КВМ) и он напрямую связан с фильмами и другими телесериалами франшизы. Первый сезон, состоящий из восьми эпизодов, первоначально выходил в эфир с 6 января по 24 февраля 2015 года, в то время как второй сезон, состоящий из десяти эпизодов, первоначально выходил в эфир с 19 января по 1 марта 2016 года. 12 мая 2016 года ABC закрыло «Агента Картер».
В сериале представлена героиня Marvel Comics Пегги Картер, причём Хейли Этвелл возвращается к своей роли из серии фильмов и One-Shot, и она должна уравновешивать жизнь секретного агента с жизнью одинокой женщины в Америке 1940-х годов. Также в главной роли Джеймс Д’Арси, который изображает Эдвина Джарвиса, дворецкого Говарда Старка, который присоединяется к Картер для её миссий, развивая с ней прочные платонические отношения. В основной актёрский состав сериала также входят Чад Майкл Мюррей в роли Джека Томпсона и Энвер Джокай в роли Дэниела Сузы, а также Шей Уигэм в первом сезоне. Уигэм подписался на сериал, зная, что его персонаж, Роджер Дули, будет убит в первом сезоне. Доминик Купер изображает Старка, повторяя свою роль из фильмов и One-Shot в качестве повторяющегося персонажа в сериале. «Агент Картер» также знакомит с происхождением нескольких персонажей и сюжетных линий из фильмов КВМ: Бриджит Риган появляется в роли Дотти Андервуд, раннего продукта программы «Чёрная вдова»; и Ральф Браун появляется в роли Иоганна Фенхоффа, пионера методов «Гидры» по управлению над разумом.
В дополнение к оригинальным персонажам, в актёрский состав сериала также входят другие персонажи, основанные на различных персонажах Marvel Comics, а также другие персонажи, перешедшие из фильмов КВМ. В нижеперечисленный список входят основной актёрский состав «Агента Картер», определённый его продюсерами, а также все приглашённые звезды, которые, как считается, играли повторяющиеся роли на протяжении всего сериала, и дополнительный список других заслуживающих внимания гостей.

## Участие
| Персонаж                 | Актёр              | Появления               | Появления          | Появления          |
| Персонаж                 | Актёр              | Первый эпизод           | Сезон 1            | Сезон 2            |
| Основные персонажи       | Основные персонажи | Основные персонажи      | Основные персонажи | Основные персонажи |
| ------------------------ | ------------------ | ----------------------- | ------------------ | ------------------ |
| Пегги Картер             | Хейли Этвелл       | «Сейчас — это не конец» | Постоянно          | Постоянно          |
| Эдвин Джарвис            | Джеймс Д’Арси      | «Сейчас — это не конец» | Постоянно          | Постоянно          |
| Джек Томпсон             | Чад Майкл Мюррей   | «Сейчас — это не конец» | Постоянно          | Постоянно          |
| Дэниел Суза              | Энвер Джокай       | «Сейчас — это не конец» | Постоянно          | Постоянно          |
| Роджер Дули              | Шей Уигэм          | «Сейчас — это не конец» | Постоянно          | Does not appear    |
| Второстепенные персонажи |                    |                         |                    |                    |
| Говард Старк             | Доминик Купер      | «Сейчас — это не конец» | Периодически       | Гость              |
| Энджи Мартинелли         | Линдси Фонсека     | «Сейчас — это не конец» | Повторяющийся      | Гость              |
| Рэй Кржемински           | Кайл Борнхеймер    | «Сейчас — это не конец» | Повторяющийся      | Does not appear    |
| Роуз Робертс             | Лесли Бун          | «Сейчас — это не конец» | Гость              | Повторяющийся      |
| Мириам Фрай              | Миген Фэй          | «Мост и тоннель»        | Повторяющийся      | Does not appear    |
| Дотти Андервуд           | Бриджит Риган      | «Время и поток»         | Повторяющийся      | Повторяющийся      |
| Иоганн Фенхофф           | Ральф Браун        | «Железный потолок»      | Повторяющийся      | Does not appear    |
| Уитни Фрост              | Уинн Эверетт       | «Леди в озере»          | Does not appear    | Повторяющийся      |
| Джейсон Уилкс            | Реджи Остин        | «Леди в озере»          | Does not appear    | Повторяющийся      |
| Кэлвин Чедвик            | Карри Грэм         | «Леди в озере»          | Does not appear    | Повторяющийся      |
| Ана Джарвис              | Лотта Вербек       | «Леди в озере»          | Does not appear    | Повторяющийся      |
| Алоизий Сэмберли         | Мэтт Бронгер       | «Леди в озере»          | Does not appear    | Повторяющийся      |
| Вернон Мастерс           | Кёртвуд Смит       | «Леди в озере»          | Does not appear    | Повторяющийся      |
| Джозеф Манфреди          | Кен Марино         | «Атомная работа»        | Does not appear    | Повторяющийся      |

## Основные персонажи

### Пегги Картер
Маргарет Элизабет «Пегги» Картер (актриса — Хейли Этвелл) — офицер Стратегического Научного Резерва (СНР), которая работала с Капитаном Америкой во время Второй мировой войны, влюбившись в него до того, как он, казалось бы, пожертвовал собой, чтобы остановить нацистское подразделение «Гидра». После окончания войны Картер работает секретаршей, несмотря на свой статус агента. Когда к ней обращается Говард Старк, с которым она также работала во время войны, чтобы помочь очистить его имя после того, как его обвинили в продаже оружия СССР, Картер соглашается действовать за спиной своего начальства. Её измена в конце концов обнаруживается агентом Дэниелом Сузой, но её отпускают, когда она помогает остановить русских. Она продолжает завоёвывать уважение своих коллег, инициирует поражение Уитни Фрост и заводит отношения с Сузой.

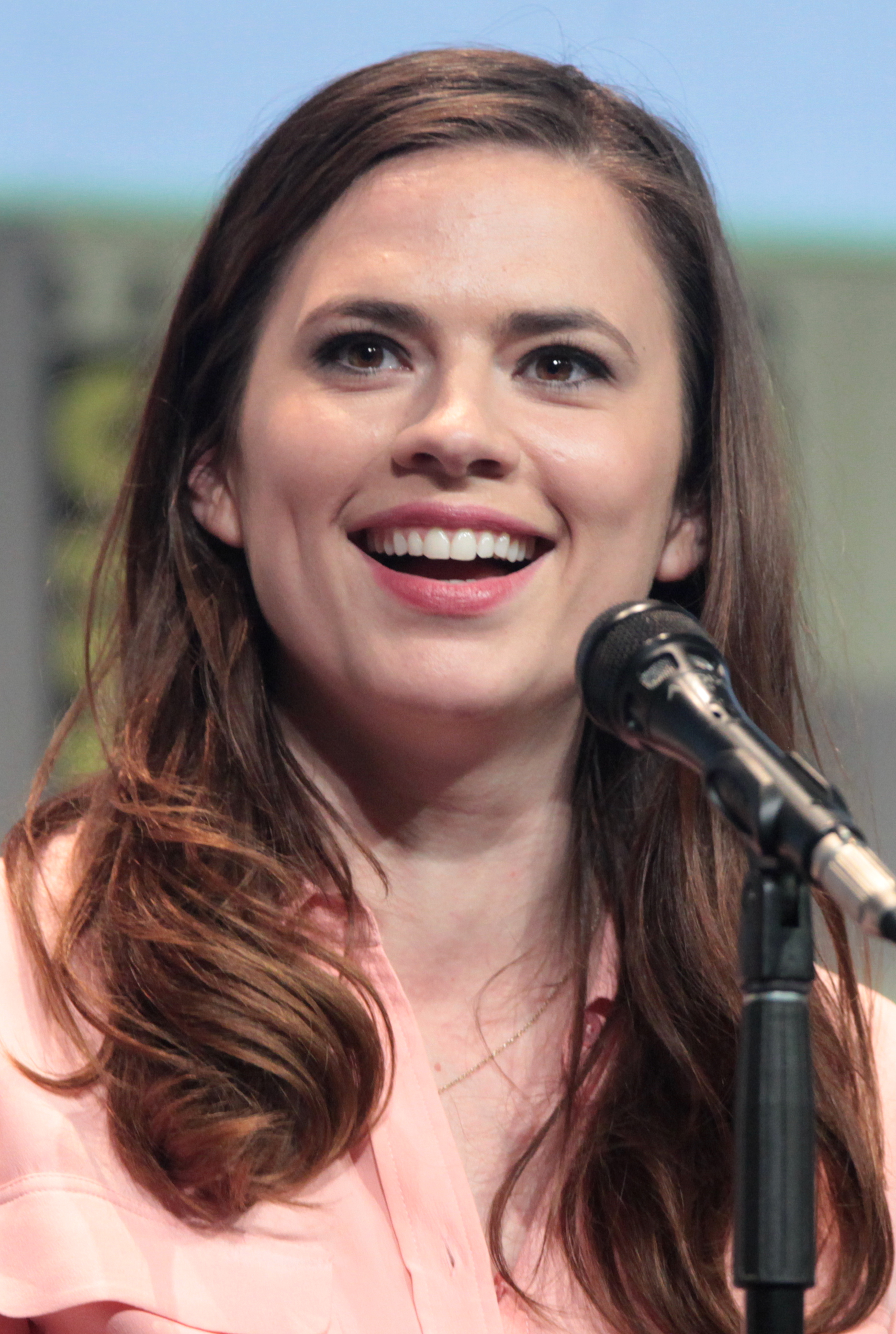
Хейли Этвелл

Этвелл, которая исполняла роль Картер в фильмах «Первый мститель», «Первый мститель: Другая война» и в короткометражке «Агент Картер», выразила заинтересованность вновь исполнить роль в сериале в октябре 2013 года; Президент ABC Entertainment Пол Ли подтвердил её участие в январе 2014 года. Картер — первый женский персонаж, возглавляющий отдельную историю в Кинематографической вселенной Marvel (КВМ), опередив популярных персонажей комиксов, таких как Чёрная вдова и Капитан Марвел. В отличие от других главных героев Marvel, у Картер нет никаких сверхспособностей, вместо этого сценаристы «всегда говорили, что её сверхспособность заключается в том, что другие люди недооценивают её. И она часто использует это в своих интересах». Этвелл сказала, что было «захватывающе» исследовать «фон этого мира, в котором доминируют мужчины, где женщины всё ещё работают, не высказываются и изо всех сил пытаются найти место за пределами дома», и как это влияет на Картер, которая должна справиться с этим вместе с миссиями, которые она получает. Хотя для костюмов Картер и использовались некоторые винтажные вещи, большинство её нарядов были сшиты на заказ, чтобы соответствовать сценам действия по сценарию. Художник по костюмам Джованна Оттобре-Мелтон придала нарядам «стиль песочных часов с прочностью в пошиве и очерчёнными плечами, но не слишком преувеличенными». Для тактического снаряжения персонажа были использованы подпольные военные образы времён Второй мировой войны. Габриэлла Грейвз изображает молодую Картер.
Говоря о влиянии, которое очевидная смерть Стива Роджерса оказала на Картер, Этвелл объяснила, что «прошёл всего год, и она скорбит о нём, и я думаю, что её поддерживает то, что он был величайшим человеком, которого она когда-либо знала … она также полна решимости убедиться, что его работа не была напрасной». После первого сезона Этвелл отметила, что Картер не «завоевала всеобщее уважение», например, Джек Томпсон взял на себя всю славу за её действия, но «она знает себе цену, поэтому ей не нужна эта похвала». Во втором сезоне исполнительный продюсер Мишель Фазекас объяснила, что после того, как Картер «уложила в постель много эмоциональных вещей», как например то, что она отпустила Капитана Америку, она теперь «более открыта для того, чтобы взглянуть на свою жизнь и разобраться, хочет ли она отношений?» Фазекас добавила, что Картер начнёт понимать, что «не у всех есть свои идеалы», даже в СНР.
The A.V. Club назвал выступление Этвелл одним из «Лучших индивидуальных выступлений» 2015 года. Этвелл также была номинирована в категории «лучшая женская роль в телесериале» на 41-й церемонии премии «Сатурн», но проиграла награду Катрине Балф за её игру в «Чужестранке».

### Эдвин Джарвис
Эдвин Джарвис (актёр — Джеймс Д’Арси) был обвинён в государственной измене во время войны после того, как подделал подпись своего старшего офицера в попытке спасти женщину, которая станет его женой, Ану. Когда Говард Старк спас его от этого, Джарвис стал дворецким Старка и в конце концов его предложили Картер в качестве поддержки её миссии по очистке имени Старка. Подружившись с Картер, Джарвис начал получать удовольствие от своих миссий с ней и решил продолжать помогать ей в миссиях, не связанных со Старком, таких как борьба с Уитни Фрост. Для этого Ана тоже принимала участие, пока не получила серьёзную травму от Фрост. В отместку Джарвис безуспешно пытался убить Фрост.

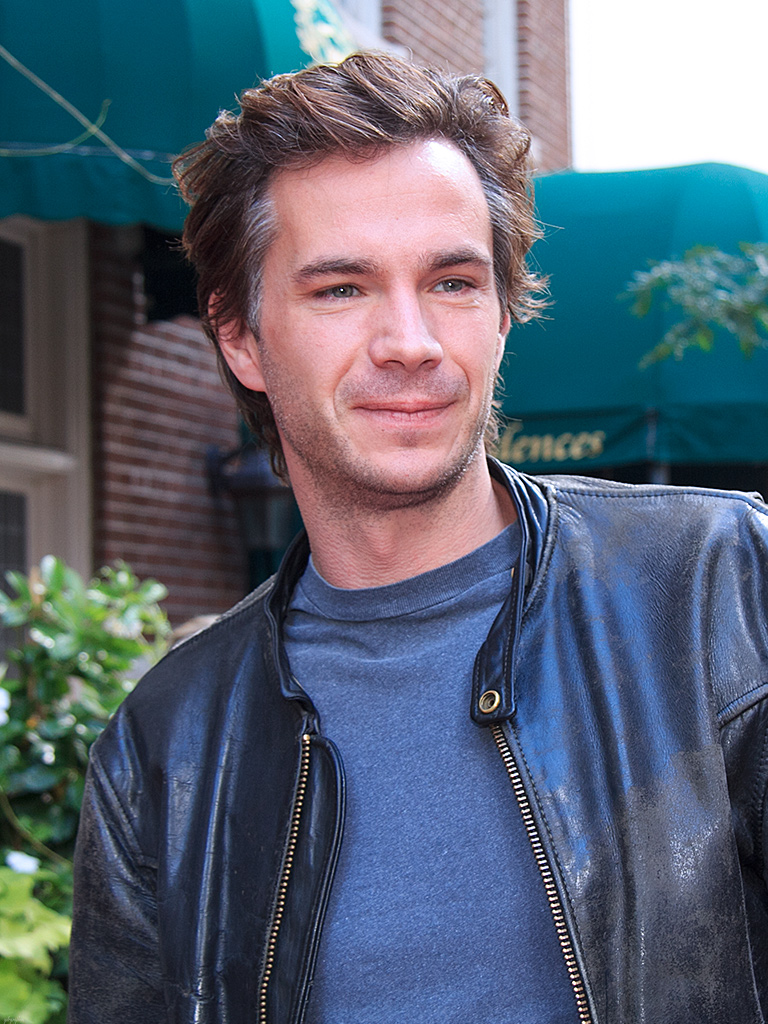
Джеймс Д’Арси

Об участии Эдвина Джарвиса в сериале было объявлено в июле 2014 года. Будучи дворецким семьи Старков в оригинальных комиксах, Джарвис был впервые адаптирован в фильмах КВМ в качестве искусственного интеллекта по имени Д.Ж.А.Р.В.И.С., созданного Тони Старком. Официальный сопутствующий комикс «Железный человек 2: Публичная личность» объяснил, что в КВМ существовала версия персонажа, более похожая на версию из комиксов, и дворецкий Джарвис служил наставником молодому Тони и в конечном итоге вдохновил его ИИ; Джарвис, который виден в «Агенте Картер» — это более молодая версия этого дворецкого, работавшая на Говарда Старка ещё до рождения Тони. Д’Арси получил эту роли в сентябре 2014 года. Фазекас, объясняя появление и развитие Джарвиса в сериале, заявила, что «что-то было взято из комиксов, а что-то мы разработали сами. На что-то из это повлиял сам Джеймс Д’Арси и его сильные стороны». Д’Арси изначально нервничал по поводу изображения комедийной стороны Джарвиса, учитывая свою историю, где он «преимущественно играл психопатов», и в своём подходе к персонажу он не изучал выступление Пола Беттани в роли Д.Ж.А.Р.В.И.С.а. Оттобре-Мелтон объяснила, с точки зрения дизайна костюмов, что «Джарвис — человек в твидовом костюме. На нём лежит большая ответственность за ведение дел Говарда Старка, и ему всё время нужно выглядеть безупречно. Он хорошо оплачиваемый сотрудник, который может позволить себе сшитые на заказ костюмы из 3 предметов и обладает британской чувствительностью, поэтому мы одели его в отлично сшитый смелый чёрно-серый костюм в ёлочку».
Этвелл назвала отношения Картер с Джарвисом комическим облегчением сериала, в то время как Фазекас назвала их отношения «центральными отношениями шоу». Исполнительный продюсер Тара Баттерс сравнила их отношения с отношениями Фокса Малдера и Даны Скалли в первых сезонах сериала «Секретные материалы», где «вы действительно верили, что они заботились друг о друге, но это не было сексуальным. Это было очень освежающе». Фазекас обсудила предоставление Джарвису главной роли во втором сезоне, сказав, что он «действительно почувствовал вкус к приключениям с Пегги в первом сезоне, поэтому, когда она возвращается в его жизнь, он так счастлив, потому что ему так скучно быть дворецким Говарда Старка … с этого начинается действительно интересная для него история, а именно: насколько он на самом деле понимал, чем занимается Пегги? Для него это похоже на забавное развлечение, даже несмотря на то, что он в опасности … мы увидим в истории Джарвиса, как он растёт, чтобы понять это, и где он в конце концов окажется. Это будет стоить ему дорого, и это повлияет на его отношения с Пегги».

### Джек Томпсон
Джек Томпсон (актёр — Чад Майкл Мюррей) — ветеран войны и агент СНР, который случайно убил сдавшихся в плен вражеских солдат, но скрыл ошибку, и вместо этого его восхваляют как героя. Он присваивает себе работу Картер по победе над Левиафаном и получает повышение до начальника нью-йоркского отделения СНР. Томпсона застрелил таинственный человек, желающий забрать отредактированное досье, которое у него есть на «М. Картер».

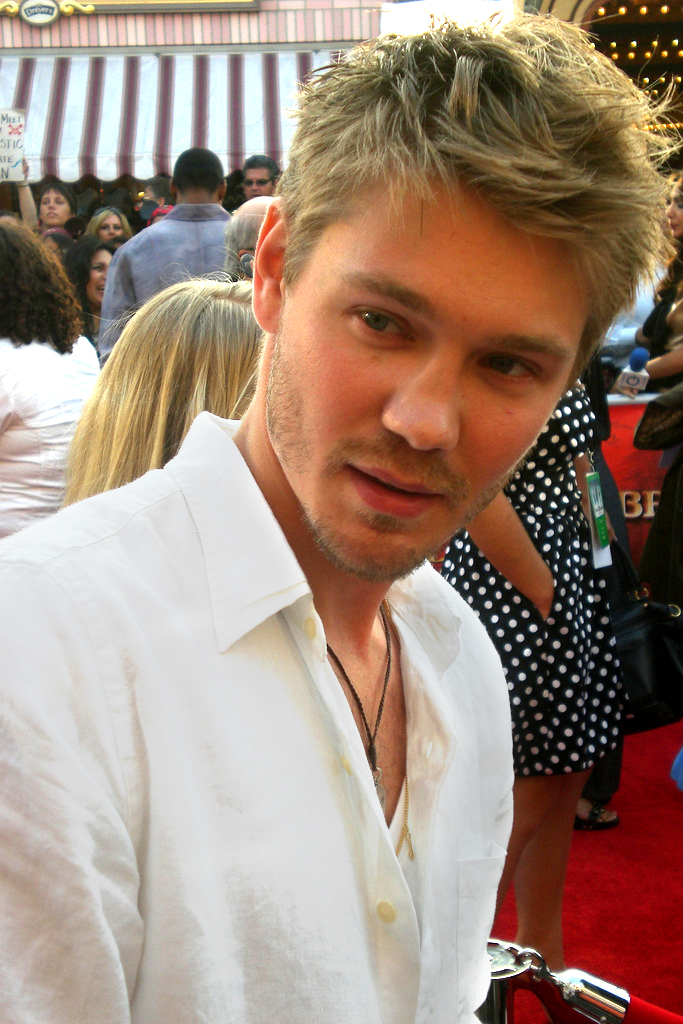
Чад Майкл Мюррей

Мюррей получил роль в августе 2014 года. Он отметил, что, в отличие от своего персонажа в сериале «Холм одного дерева», Томпсон не служит «моральным компасом» сериала, что означало, что он не будет «заключён в коробку», а вместо этого ему будет позволено «действительно разыгрывать вещи и делать то, что неожиданно». Костюмы агентов СНР в сериале должны быть характерными, чтобы помочь объяснить их персонажей: Томпсон носит однобортные костюмы с подтяжками. Второй сезон заканчивается на клиффхэнгере, где в Томпсона стреляет неизвестный персонаж. Исполнительные продюсеры настаивали на том, что Томпсон не обязательно был мёртв, и что его судьба будет раскрыта в потенциальном третьем сезоне.
Мюррей описал персонажа как шовиниста и «раздувающего грудь» и сравнил его с Индианой Джонсом, заявив, что «он прокладывает себе путь, чтобы стать главой СНР. Его цель в жизни — просто отлично справляться со своей работой. Таким образом, у него есть большая фишка на плече, которая придаёт ему отношение». Баттерс заявила, что «проблема с Томпсоном в том, что он такой оппортунист, и он так хочет добиться успеха прежде всего, из-за чего иногда делает неправильный выбор. Я думаю, что он не плохой парень, он просто ослеплён амбициями». По поводу арки персонажа во втором сезоне Фазекас повторила, что он «ставит свои амбиции и своё эго выше других вещей, иногда поступая правильно, и ему часто всё равно, кто пострадает или кто расстроен из-за этого … [Но] он на самом деле решает поступить правильно, в конце концов, ценой больших потерь для себя».

### Дэниел Суза
Дэниел Суза (актёр — Энвер Джокай) — ветеран войны и агент СНР, который испытывает предубеждение из-за своей искалеченной ноги, для поддержки которой он использует костыль. Собственное расследование Сузы приводит к тому, что он обнаруживает статус Картер как предателя. Его отношения с Картер усложняются, и Суза принимает должность начальника отделения СНР в Лос-Анджелесе, чтобы немного отдалиться от неё, и в конце концов начинает новые отношения с Вайолет. Однако Вайолет покидает Сузу, когда обнаруживает, что у него всё ещё есть чувства к Картер; Суза в конце концов начинает отношения с Картер, как только они вместе побеждают Уитни Фрост.

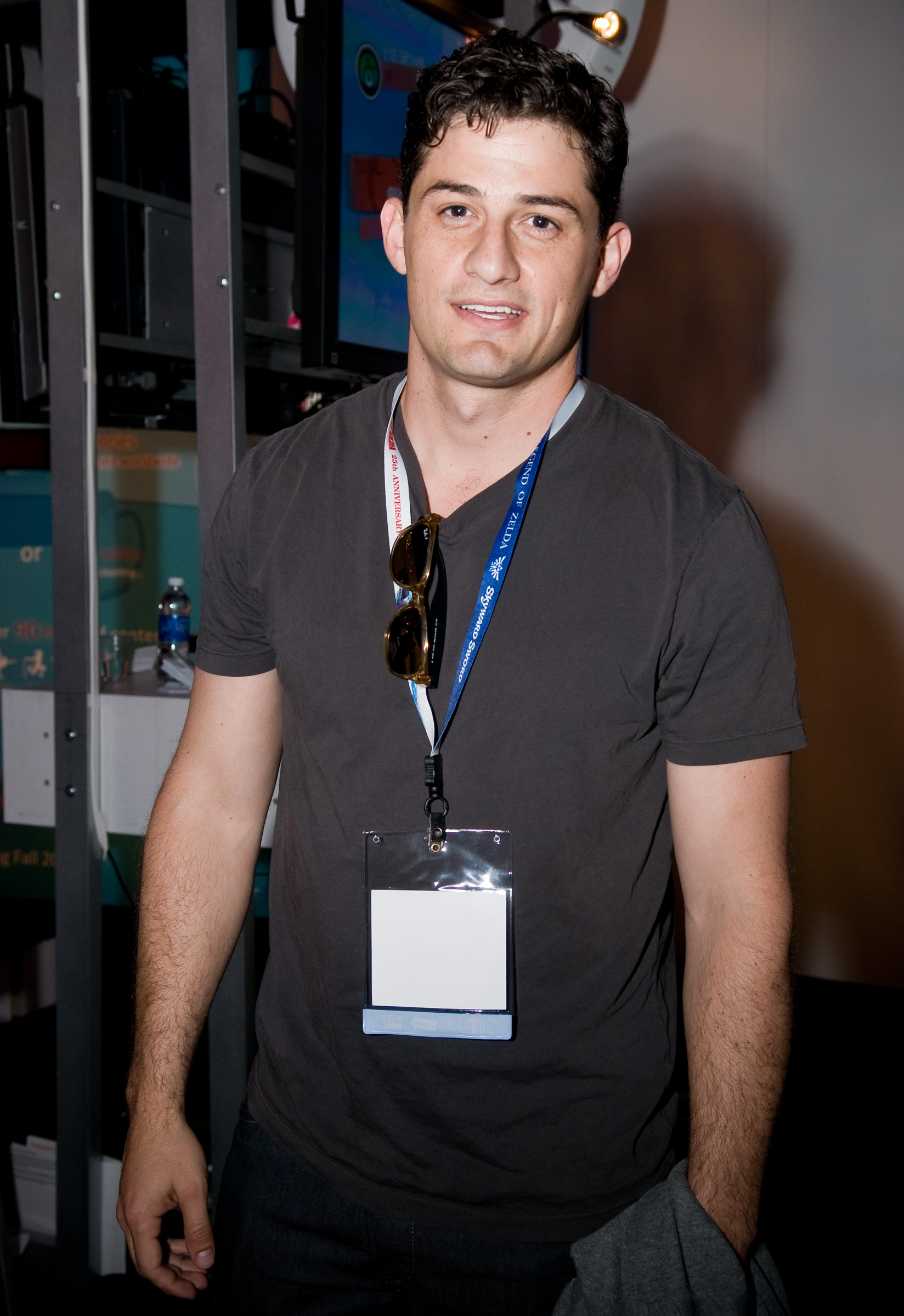
Энвер Джокай

Джокай получил эту роль в августе 2014 года. «Он был солдатом, и он был очень активен всю свою жизнь, и теперь он должен выяснить, как использовать свои мозги, как стараться быть умным», — рассказал Джокай о персонаже. «Он принимает свою травму, он принимает свой скомпрометированный статус в обществе … Пегги говорит: „Забудь об этом. Я Пегги Картер. Я собираюсь заняться чем-то другим“. Я думаю, что в этом разница между ними двумя». Учитывая потенциально романтические отношения между Сузой и Картер, Джокай сказал: «Я думаю, что определённо существует ситуация, когда … если бы она не встречалась с Капитаном Америкой, он мог бы пригласить её выпить. Это как если бы твоя новая подружка встречалась с Райаном Гослингом. Это заставит вас немного попотеть». По поводу второго сезона Джокай сказал: «Вы увидите, как он справится с тем, чтобы на самом деле быть частью машины. Не пытаясь попасть в машину, а будучи боссом. В первом сезоне он пытался сделать так, чтобы его слушали, а теперь его слушает множество людей». Костюмы агентов СНР в сериале должны быть отличительными, чтобы помочь объяснить их персонажей: Суза носит «жилеты-свитера под спортивными куртками и плиссированными брюками».
В преддверии второго сезона Фазекас объяснила, что после того, как Картер отказалась от Сузы в конце первого сезона, сказав: «О, позвольте мне провести проверку в другой раз. Мне нужно кое-что сделать», Картер чувствовала, что потенциальные отношения — это то, что она могла бы рассмотреть, в то время как Суза «чувствовал, что упустил там возможность». Из-за этого Суза переехал в Лос-Анджелес, чтобы избегать Картер, и «Они не разговаривали с тех пор, как он уехал. Возникает это интересное неловкое [чувство], когда они снова начинают работать вместе. Но теперь у Сузы есть девушка, и это очень серьёзно, так что это новая вещь для Пегги, с которой ей нужно будет работать». Хотя Суза и Картер в конечном итоге начинают встречаться в финале второго сезона, исполнительные продюсеры предупредили, что это не обязательно означает, что Суза является будущим мужем Картера, который был впервые упомянут в фильме «Первый мститель: Другая война». Джокай вновь исполнил свою роль Сузы в седьмом сезоне «Агентов „Щ.И.Т.“».

### Роджер Дули
Роджер Дули (актёр — Шей Уигэм) — начальник нью-йоркского отделения СНР. Поговорив с советским психиатром Иоганном Фенхоффом о своих семейных проблемах, Дули был загипнотизирован последним, чтобы помочь русским, прежде чем поместить его во взрывающийся жилет, разработанный Старком. Дули успевает выпрыгнуть из ближайшего окна, прежде чем жилет взорвётся и убьёт его, спасая агентов СНР.
В сентябре 2014 года Уигэм получил роль Дули в первых семи эпизодах сериала, поскольку персонаж был убит во время предпоследнего эпизода первого сезона. Это решение было принято, чтобы помочь увеличить ставки в сериале, учитывая, что «все знают, что Пегги жива». Костюмы агентов СНР в сериале должны быть характерными, чтобы помочь объяснить их персонажей: Дули носит «классические двубортные костюмы 1940-х годов. Многие из его предметов гардероба — это винтажные костюмы 1940-х годов».
Дули не является хорошо зарекомендовавшим себя персонажем комиксов, поэтому Уигэм создал для него свою собственную предысторию, чувствуя, что «Дули [не] является политическим назначенцем. Я думаю, что я прошёл свой путь через хорошую тяжёлую работу». В отличие от многих других агентов, Уигэм считает, что Дули действительно уважает Картер, говоря: «Я думаю, что она ему нравится. Я думаю, что ему глубоко не всё равно. Я не уверен, что он всегда может это показать». Когда её спросили, была ли смерть Дули тем, что свело Картер и других агентов СНР вместе, Фазекас сказала, что это не обязательно так, поскольку Картер уже начала зарабатывать это сама, но она чувствовала, что это «как бы фокусирует всех и влияет на всех».

## Второстепенные персонажи
Ниже приведён список приглашённых персонажей, у которых повторяющиеся роли на протяжении всего сериала. Персонажи показаны в таком порядке, в котором они впервые появлялись в КВМ или сезоне сериала.

### Представленные в фильмах

#### Говард Старк
Говард Старк (актёр — Доминик Купер) — разработчик оружия, которого обвиняют в продаже оружия врагам Америки. Одним из видов оружия, которое он создал во время войны, был «Полуночник», предназначенный для придания солдатам дополнительной выносливости во время войны, но вместо этого он вызывал психоз и приводил к тому, что они убивали друг друга. Американские военные украли «Полуночник» и использовали его против русских, и Фенхофф обвиняет Старка в последовавшей резне. Феннхофф гипнотизирует Старка, заставляя его разбомбить Нью-Йорк, но Картер удаётся убедить Старка остановиться. Он переходит к созданию собственной киностудии в Лос-Анджелесе.

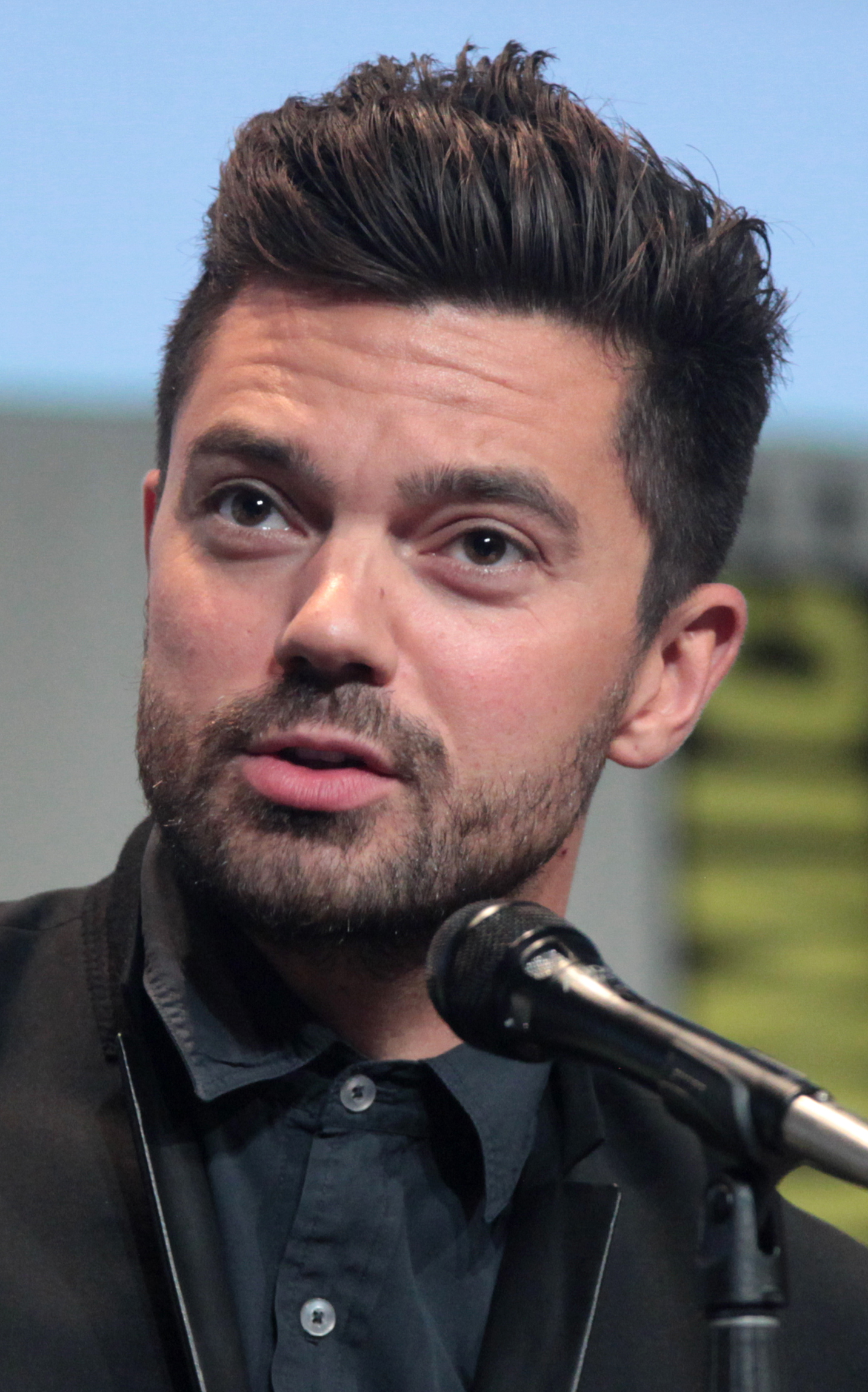
Доминик Купер

В марте 2014 года Маркус и Макфили заявили, что Говард Старк, отец Тони Старка, гендиректор «Stark Industries» и член-основатель «Щ.И.Т.а». будет повторяющимся персонажем в «Агенте Картер» при условии готовности Купера повторить роль из «Первого мстителя» и короткометражного фильма. В июне 2014 года Этвелл подтвердила, что Купер примет участие в сериале. Оттобре-Мелтон разработала одежду Старка с учётом его статуса беглеца, стремясь, чтобы он выглядел «богатым, удобным и сексуальным в одном флаконе». Старк не носит галстук будучи в бегах, в отличие от многих мужчин в то время, и, как правило, носит повседневные рубашки с куртками на заказ и винтажными брюками.
Описывая персонажа, Купер сказал: «Вы не знаете, что он делает в разгар вечера, и он бродит вокруг». Он продолжил: «Мне нравится погружаться в … некоторые из тех материалов Говарда Хьюза, с которыми, я уверен, его в некотором роде сравнивали», и описал свою самую большую проблему в игре персонажа как «сохранять его очень реалистичным, но в то же время ироничным», и не делать Старка «слишком широким». По поводу отношений Картер и Старка, переходя во второй сезон, Этвелл сказала: «Между Старком и Пегги появился новый уровень комфорта … они находятся на немного более ровном уровне. Она очень уважает его, но также не боится комментировать его образ жизни и то, насколько отвратительно женоненавистническим она его считает … он действительно использует женщин как форму эскапизма для себя и своих дионисийских привычек, но когда дело доходит до Пегги, он не видит в ней больших сисек и красных губ. Он видит в ней человека, с которым действительно может нормально поговорить. Что, вероятно, пугает его до чёртиков».
В финале первого сезона создатели обеспечили момент, когда Старк говорил о Стиве Роджерсе как о «величайшей вещи, которую [он] когда-либо делал». Это было сделано для того, чтобы установить одержимость первого сыворотками суперсолдата и определить «что-то/кого-то, кем он гордится больше, чем своим собственным сыном», что окупается в фильме «Первый мститель: Противостояние»: в фильме показано, что Старк всё ещё пытается воссоздать свою сыворотку суперсолдата в 1990-х годах; кроме того, его любовь к Роджерсу усиливает антагонистические отношения между последним и Тони.
Купер был номинирован в категории «лучшая гостевая роль в телесериале» на 41-й церемонии премии «Сатурн» и в категории «лучшая мужская роль в драматическом сериале» на 19-й церемонии премии Ассоциации онлайн-фильмов и телевидения. Он проиграл награды Уэнтуорту Миллеру (за «Флэша») и Джонатану Прайсу (за «Игру престолов») соответственно.

### Представленные в первом сезоне

#### Энджи Мартинелли
Энджи Мартинелли (актриса — Линдси Фонсека) — официантка и начинающая актриса, которая дружит с Картер.
Фонсеку привлекла «фанковая личность» Мартинелли, которая отличалась от её гораздо более серьёзной предыдущей роли Александры Удиновой в «Никите». Фонсека и Этвелл обсуждали, как сохранить своих персонажей в качестве друзей, а не дать им впасть в «ревность или ехидство. Там нет ничего, кроме поддержки, интереса и дружбы, потому что во многих случаях это сложнее, чем на шоу». К июлю 2015 года Фонсека вела переговоры о возвращении во втором сезонн, и в декабре того же года выяснилось, что она вернётся в сцене сна в эпизоде «Маленькая песня и танец». Фазекас сказала, что Энджи появляется в этой сцене, чтобы выступать в роли совести Картер, «говорящей вещи, которые Пегги, возможно, не может сказать себе. Это связывает вещи воедино с первого сезона, и это связывает все эти вещи так, как может сделать только сон».

#### Рэй Кржемински
Рэй Кржемински (актёр — Кайл Борнхеймер) — женоненавистнический агент СНР, который конфликтует с Картер, пока его не убивает Дотти Андервуд.
Борнхеймер получил повторяющуюся роль к октябрю 2014 года в рамках того, что сериал «запасается коллегами-мужчинами», с которыми Картер будет иметь дело на протяжении всего сериала. Что касается дизайна костюмов, Оттобре-Мелтон описала Кржемински как «немного неряху в своей спортивной куртке и рубашках с открытым воротом». После смерти персонажа Баттерс объяснила, что Картер будет чувствовать себя виноватой в этом, двигаясь дальше, поскольку именно её решения «непреднамеренно подвергли Кржемински риску». Его смерть также повлияла на сериал в целом, и Фазекас объяснила: «Ставки теперь изменились, они стали намного серьёзнее. Эпизоды, которые вскоре последуют, действительно отражают это».

#### Роуз Робертс
Роуз Робертс (актриса — Лесли Бун) — телефонистка СНР, работающая в Нью-Йорке, а затем в Лос-Анджелесе.
Обсуждая возросшую роль Роуз во втором сезоне, после кратких появлений в качестве гостя в первом сезоне, Фазекас заявила, что представилась возможность «привезти [Роуз] в Лос-Анджелес» для второго сезона, чтобы у Картер был другой человек, с которым можно поговорить, «который знает её секреты и много знает о том, что происходит». Бун назвала Роуз «немного лучшей подругой», пытающейся получить информацию от Картер и Сузы, чтобы помочь «сдвинуть дела с мёртвой точки», поскольку она видит тягу между ними двумя. Во втором сезоне Роуз выходит в поле, и Бун говорит: «Её завербовали, и она вне себя от радости, потому что ей предстоит выйти туда и быть плохой женщиной. Я думаю, что она вполне способна».

#### Мириам Фрай
Мириам Фрай (актриса — Миген Фэй) — строгая владелица женского отеля Гриффит, пансиона, где живёт Картер.
Фэй получила роль женщины, отвечающей за пансионат, в котором живёт Картер, в октябре 2014 года, чтобы появиться как минимум в четырёх эпизодах. Фэй и отель Гриффит были представлены как способ привлечь больше женских персонажей в сериале, поскольку «У нас было неприятное доминирование мужчин, учитывая, что [Картер] была единственной женщиной, работающей в СНР». Гриффит был основан на отеле Barbizon для женщин, одном из мест в Нью-Йорке, которые «считались безопасными местами для жизни женщин в большом городе».

#### Дотти Андервуд
Дороти «Дотти» Андервуд (актриса — Бриджит Риган) — русский агент-шпион, замаскированный под девушку из маленького городка из Айовы, которая переезжает по соседству с Картер. Она раскрывает свою истинную преданность в попытке захватить Картер, а позже сбегает, потерпев поражение в бою с последней. Дотти снова появляется в попытке ограбить банковский счёт, но её останавливают Картер и СНР. Она взята под стражу ФБР, пока Картер не освобождает её, чтобы помочь ей победить Уитни Фрост.

Одно из платьев Андервуд из сериала, выставленное на всеобщее обозрение. Красный и чёрный цвета являются намёком на статус персонажа Чёрной вдовы.

Андервуд была создана, чтобы дать Картер «сильного женского антагониста», и Баттерс отметила, что «мы сказали, не было бы здорово, если бы один из тех людей, которые живут рядом с ней, был на самом деле плохим парнем?» В конце января 2015 года Баттерс и Фазекас показали, что Андервуд является продуктом предшественника программы «Чёрная вдова». Риган не знала, что персонаж был Чёрной вдовой, когда проходила прослушивание, но быстро узнала об этом после того, как получила роль, так как шоураннеры хотели, чтобы она изменила свои тогдашние рыжие волосы, чтобы избежать «подсказки зрителям из-за Наташи [Романофф]. Они не хотели подразумевать, что у каждой Чёрной вдовы были рыжие волосы, и они не хотели, чтобы зрители ожидали этого» Риган тренировалась с экспертом по тхэквондо и изучала хореографию Чёрной вдовы Скарлетт Йоханссон из фильмов в рамках подготовки к боевым сценам персонажа, в то время как Оттобре-Мелтон ссылалась на её статус Чёрной вдовы, используя красный и чёрный цвета. Первоначальная персона Андервуд в качестве «девушки из маленького городка из Айовы» была основана на Дороти Гейл (Джуди Гарленд) из «Волшебника страны Оз».
Баттерс и Фазекас заявили, что Андервуд «не совсем понимает, каково это быть нормальной женщиной» после её воспитания в программе, и Картер заинтриговала её. Риган уточнила, что «она никогда раньше не видела никого, подобного [Картер], и её никогда раньше не побеждали. В ней есть эта соревновательная, но игривая одержимость», которая проявляется в «флирте» и «женском мастерстве» Андервуд. Риган продолжила: «Она знает, что для того, чтобы быть на вершине, она должна победить Пегги … Так что Дотти действительно хочет залезть ей под кожу. Она пытается заставить её чувствовать себя неловко, и это может быть сделано взглядом или тем, что она говорит». Этвелл сказала: «У Пегги есть плохие парни, с которыми она борется, но иметь кого-то, кто физически равен ей—она Чёрная вдова, невероятно способная и очень умная—я думаю, что это показывает некоторый баланс для Пегги, как оборотная сторона той же монеты». После того, как Картер победила Андервуд и Левиафана в первом сезоне, Андервуд становится «одиноким волком … сейчас она женщина без страны, но она больше вовлечена в [всеобъемлющее] дело» для второго сезона, чем кажется изначально.

#### Иоганн Фенхофф
Иоганн Фенхофф (актёр — Ральф Браун) — советский гипнотизёр, работающий на Левиафана, чей брат умер от воздействия химического оружия Старка «Полуночник». Фенхофф проникает в СНР под видом спасённого психиатра доктора Ивченко и крадёт для себя «Полуночник». Затем он пытается использовать гипноз, чтобы заставить Старка распространить «Полуночник» по Нью-Йорку, но терпит поражение от рук Картер и СНР. Его арестовывают, затыкают рот кляпом и сажают в тюрьму вместе с Арнимом Золой.
История Фенхоффа как доктора Фауста в комиксах упоминается в сериале, где он показан читающим «Трагическую историю жизни и смерти доктора Фауста» Кристофера Марлоу. Встреча Фауста с Золой была предназначена для того, чтобы настроить использование «Гидрой» контроля над разумом для программы «Зимний солдат», как показано в фильме «Первый мститель: Другая война». Система промывания мозгов и контроля сознания «Гидры» также видна в сериале «Агенты „Щ.И.Т.“», где она упоминается как метод Фауста.

### Представленные во втором сезоне

#### Уитни Фрост
Уитни Фрост (актриса — Уинн Эверетт) — сценическое имя Агнес Калли, актрисы и научного гения, вынужденной прятаться за своим мужем, кандидатом в сенаторы Кэлвином Чедвиком, из-за сексизма эпохи. Она случайно поглощает Нулевую материю, что оставляет у неё шрам Нулевой материи на лбу и способность поглощать любое живое существо, к которому она прикасается. После того, как она очищается от Нулевой материи, Фрост сходит с ума и помещается в сумасшедший дом.
В августе 2015 года Баттерс и её коллега-исполнительный продюсер Крис Дингесс заявили, что в этом сезоне появится Мадам Маска и что на эту роль была выбрана актриса. В октябре того же года было подтверждено, что Эверетт будет играть этого персонажа. После того, как она получил роль и увидела фотографию версии персонажа в комиксах, Эверетт почувствовала, что «„они взяли не ту девушку“, только потому, что я совсем не похожа на неё. Я очень нервничал по этому поводу … [и] подумала: „Они, вероятно, покрасят мои волосы в тёмный цвет, и мне нужно будет немного потренироваться. И это довольно большие сиськи“». Однако продюсеры хотели по-другому подойти к персонажу, черпая вдохновение у «голливудских икон, таких как Хеди Ламарр и Лорен Бэколл». Персонаж также не носит золотую маску из комиксов, хотя шоу ссылается на это, причём маски появляются на фоне многих сцен с участием Фрост. Айви Джордж и Оливия Уэлш изображают более молодые версии Калли, когда она росла в Брокстоне, Оклахома.

Гримёр Робин Бошен наносит специальный сложный грим Уинн Эверетт, чтобы изобразить «трещину» Нулевой материи Уитни Фрост

Глава отдела по гриму Дебра ЛаМия Денавер объяснила, что для «раны» Нулевой материи на лице Фрост «рекомендовалось сделать так, чтобы она была похожа на треснувшую фарфоровую куклу, а затем чёрная материя выходила изнутри. Оттуда Джей [Вейебе, гримёр] разработал сложный грим, который мы используем, а Робин [Бошен, ключевой гримёр] создала все различные пути, по которым движется тёмная материя». Используя фотографии для отсылок и готовый грим, команда гримёров в конечном итоге смогла нанести грим Эверетт за 30 минут. Затем «трещина» была дополнена визуальными эффектами, чтобы добавить глубину, чувствительность и «бесконечную черноту» путём коррекции цвета изображения, при этом аниматоры эффектов изучали «растрескивание стекла, чтобы лучше передать эффект анимации».
Фазекас сказала, что «Уитни привыкла к тому, что люди относятся к ней с определённым уважением, потому что она известная актриса, и она встретила в Пегги себе равную». Она добавила, что в сериале «Вы видите задатки злодея, но она не начинает со зла. Она начинает с манипулирования и как не самый приятный человек, которого вы когда-либо встречали, но она не плохой парень, когда вы впервые встречаетесь с ней». Фазекас также отметила, как решались сексистские темы того времени, показав, «что Уитни Фрост чувствовала, что может оказывать влияние на мир только через своего мужа, потому что ей всю жизнь говорили: „Никого не волнует, насколько ты умна, их волнует, насколько ты красива“». Об отношениях Фрост с Чедвиком, Эверетт назвала его «своим лучшим другом. И, как многие друзья и родственники, вы заканчиваете [ссорой], но он всегда рядом … он знает, что я могу делать то, что говорю, особенно в научном мире. Так что он действительно единственный, кто меня понимает».

#### Джейсон Уилкс
Джейсон Уилкс (актёр — Реджи Остин) — учёный из «Isodyne», единственной компании, готовой нанять его в качестве чернокожего, который сообщает Картер об открытии компанией Нулевой материи. Он становится невидимым и неосязаемым после воздействия вещества, и под его влиянием он пытается предпринять решительные шаги, чтобы получить власть. Он выражает раскаяние в своих действиях после того, как Нулевая материя в конечном итоге удаляётся из его тела, и он вновь обретает осязаемость.
Остин присоединился к актёрскому составу в роли Уилкса в октябре 2015 года. Уилкс, который происходит из комиксов, был изменён на чернокожего персонажа для сериала, что позволило сериалу бороться с расизмом в 1940-х годах. О расе персонажа Остин сказал: «Это действительно играет определённую роль. На самом деле, это не может не играть. Это Лос-Анджелес—или [скорее] Америка—в 1947 году. Так что раса действительно играет определённую роль». Баттерс добавила: «Мы хотели рассказать богатую историю о [вопиющем расизме, который существовал], и не чувствовать, что вы проповедуете об этом, ну знаете, „Расизм — это нехорошо“». Когда персонаж становится неосязаемым после воздействия Нулевой материи, научный консультант сериала, физик-теоретик Клиффорд Джонсон, объяснил, что вещество вводит идею движения в «другом направлении» от того, что обычно возможно, и поэтому неосязаемость Уилкса на самом деле заключается в том, что Нулевая материя отводит его «в каком-то смысле, к месту, откуда она пришла» в другом измерении. Остин отметил, что этот опыт вызывает у Уилкса как страх, так и любопытство, и заставляет его роль в сериале быть более церебральной, а не ориентированной на действия, поскольку он вынужден объяснять науку и планировать, пока не восстановит свою осязаемость.
О том, как Уилкс привязывается к Картер, Остин сказал, что Уилкс «один из лучших учёных в своей области [работающих в „Isodyne“], но ему пришлось много работать, чтобы туда попасть. Это своего рода похожая борьба афроамериканца и женщины в 1940-х годах, чтобы попытаться добиться успеха, поэтому я думаю, что они оба видят это друг в друге, и это часть того, откуда берётся химия и связь». Расширяя любовный треугольник, который образуется между Уилксом, Сузой и Картер, Остин сказал: «Мы очень добры друг к другу. Мы профессионалы. Я думаю, что Суза достаточно любит Уилкса, и то же самое происходит и наоборот».

#### Кэлвин Чедвик
Кэлвин Чедвик (актёр — Карри Грэм) — муж Фрост, владелец компании «Isodyne Energy» и тайный член Совета Девяти. Он является кандидатом в сенаторы Совета, пока он из страха не пытается сдать Совету получившую силы Фрост; в отместку Фрост поглощает его.
В октябре 2015 года Грэм был объявлен исполнителем этой роли. Он сравнил свои отношения с Фрост с отношениями Билла и Хиллари Клинтон, назвав их «влиятельной парой» и добавив: «Я думаю, что Чедвик, вероятно, был увлечён ею из-за её красоты, [но она] также очень умная женщина, очень успешная, также, вероятно, Типа А. Мы действительно стремимся, я думаю, мы оба, быть очень успешной актрисой и с очень успешным бизнес[меном]. Мир — это наша устрица. Мы собираемся собрать как можно больше жемчуга».

#### Ана Джарвис
Ана Джарвис (актриса — Лотта Вербек) — свободолюбивая и эксцентричная жена Эдвина Джарвиса, которая быстро подружилась с Картер. Уитни Фрост ранит её, что приводит к внутренним осложнениям, из-за которых она не может иметь детей.
Персонаж был полностью за кадром в первом сезоне, часто в качестве «бестелесный голос». В июле 2015 года стало известно, что она физически появится во втором сезоне, и Вербек был выбрана на эту роль к октябрю 2015 года. Вербек была в Европе, когда она проходила прослушивание и получила роль, и «Агент Картер» ещё не начал выходить в эфир там, поэтому Вербек «на самом деле ничего не знала. Я только что поговорила с шоураннерами, о чём оно, что это за персонаж». Вербек хотела сыграть больше, чем просто «жену», и отметила, что её образ персонажа «несколько неожиданен, поскольку Джарвис такой, какой он есть … Ана просто привносит в него совершенно другое измерение». Вербек, которая является нидерландкой, «провела много времени в Будапеште», что помогло с венгерским акцентом персонажа.
По поводу создания персонажа Фазекас сказала, что сценаристы «хотели быть очень конкретными в отношении того, в кого Джарвис просто безумно влюблён», чтобы подчеркнуть сильные платонические отношения между Джарвисом с Картер. Фазекас добавила: «В этом есть смысл, Джарвису нравится Пегги Картер, поэтому, конечно, женщина, в которую он влюблён, не будет тихой, чопорной и правильной леди … Мы также хотели предельно ясно дать понять, что Пегги и Ана действительно нравятся друг другу, и что со стороны Аны нет никакой ревности. Ана и Джарвис настолько комфортно чувствуют себя в своих отношениях, что они не будут ревновать к другим людям, входящим и выходящим из их жизни». О некоторых различиях между Аной и Эдвином Вербек сказала: «В первой нашей сцене я вошла и шлёпнула его по заднице, что является своего рода сексуальной, игривой, забавной вещью, которая у них есть. Это не то, что он сделал бы, это то, что она делает, и ему это нравится». Д’Арси позже рассказал, что Вербек сымпровизировала это в их первый день на съёмочной площадке, после того, как «только что прилетела», назвав это «блестяще смелым… сделать это с актёром, которого ты не знаешь» и «настолько идеальное то, на что они надеялись от Аны».

#### Алоизий Сэмберли
Алоизий Сэмберли (актёр — Мэтт Бронгер) — техник лаборатории СНР, который в конечном итоге отправляется работать в поле вместе с Картер, Сузой, Джарвисом и Робертс, чтобы помочь им найти старые атомные бомбы в Roxxon Oil. Затем он помогает им победить Фрост.
Фазекас назвала его «комедийным парнем, который играет лаборанта, который немного недоволен. Он чувствует себя так: „Вы, агенты, просто смотрите свысока на лаборантов“, — и он заноза в боку Сузы. Он такой забавный, потому что всё, что он говорит, совершенно серьёзно, но весело. Он просто всех раздражает … [Но] у него также есть свои маленькие героические моменты». Баттерс назвала Бронгера «отличным комическим дополнением к нашему актёрскому составу».

#### Вернон Мастерс
Вернон Мастерс (актёр — Кёртвуд Смит) — ветеран Военного министерства и подчинённый Совета Девяти, он был наставником и начальником Томпсона в Военном министерстве и манипулирует Томпсоном, заставляя его выполнять приказы Совета.
В октябре 2015 года Смит получил «главную повторяющуюся роль» Мастера во втором сезоне, ранее работая с Баттерс и Фазекас в их телесериале «Воскрешение». Хотя исполнительные продюсеры никогда не думали, что им удастся заполучить Смита в сериале, они разработали и написали Мастера специально под актёра. Персонаж должен был быть убит в конце сезона, и версия этого была снята, но сценаристы в конечном счёте решили оставить судьбу Мастерса «неоднозначной», поскольку им нравилось работать со Смитом, и Фазекас сказала: «Самое приятное в этом то, что мы могли бы пойти по этому пути в обоих направлениях. Может быть, мы никогда больше его не увидим, а может быть, мы увидим его снова, и, кстати, сейчас он переполнен Нулевой материей. Последнее, что вы видели, это как Уитни использовала Нулевую материю на нём, а потом её прервали. Но она всё ещё в нём. В любом случае, мы хотели сохранить наши возможности открытыми».

#### Джозеф Манфреди
Джозеф Манфреди (актёр — Кен Марино) — лидер отделения преступного синдиката Маджия в Лос-Анджелесе, который помогает Фрост, ранее встречавшись с ней. Он также является старым знакомым Говарда Старка, и он помогает Старку и СНР победить Фрост, когда она начинает сходить с ума из-за Нулевой материи.
Марино получил роль в ноябре 2015 года, на что Фазекас сказала: «Он, очевидно, очень забавный, но он также великий драматический актёр. Мы говорили о нём для другой роли, но это была слишком маленькая роль. Тогда мы поняли, что хотим видеть его в роли Манфреди. Так что эта роль стала намного больше, потому что это был Кен». Что касается персонажа, Фазекас добавила: «Что мне нравится в Манфреди, так это то, что он забавный, он может бросить монетку и быть полным психом, и он безумно влюблён в Уитни и причём искренне—даже когда она чокнутая. Их сцены вместе, в них есть такая нежность». Поскольку персонаж отличается от своего комического аналога, Марино сказал, что «две вещи [жизненно важные для персонажа]» определяли, что Манфреди «определённо был мускулом для Уитни и что у него была настоящая любовь к ней». Марино хотел удостовериться, что Манфреди «чувствовался крутым парнем старой школы», и чувствовал, что Фрост была «единственной настоящей любовью для него», сравнивая их отношения с Джо Ди Маджо и Мэрилин Монро.

## Гостевые персонажи
Ниже приведён дополнительный список приглашённых звёзд, которые появляются в меньших ролях или выступают в значительных эпизодических ролях. Персонажи показаны в таком порядке, в котором они впервые появлялись в КВМ или сезоне сериала.

### Представленные в фильмах
- Антон Ванко (актёр — Коста Ронин, впервые в первом сезоне): Соавтор дугового реактора с Говардом Старком[78].
- Тимоти «Дум-Дум» Дуган (актёр — Нил Макдонаф, впервые в первом сезоне): Лидер Воющих Коммандос[16][79].
- Арним Зола (актёр — Тоби Джонс, впервые в первом сезоне): Учёный «Гидры» и заключённый СНР вместе с Фенхоффом[80].

| - Лит Брэннис (актёр — Джеймс Фрэйн): Бывший оперативник Левиафана, который крадёт изобретения Старка. - Джером Зандоу (актёр — Роб Марс): Бывший силач с Кони-Айленда, а ныне наёмный бандит. - Саша Демидов (актёр — Джеймс Лэндри Хеберт): Оперативник Левиафана. - Коллин О’Брайен (актриса — Эшли Хиншоу): Соседка Картер по комнате, которую убил Демидов. - Майлз Ван Эрт (актёр — Джеймс Урбаняк): Учёный из Roxxon Oil. - Яух (актёр — Александр Кэрролл): Агент СНР, загипнотизированный Фенхоффом. - Хью Джонс (актёр — Рэй Уайз): Президент Roxxon Oil, который входит в Совет Девяти. - Шелдон Макфи (актёр — Девин Рэтрей): Водитель грузовика, который помогает Брэннису. - Диктор радио (актёр — Ральф Гарман) - Радиоактёр «Капитан Америка» и киноактёр «Малыш Кольт» (актёр — Уокер Роуч) - Радиоактриса «Бетти Карвер» (актриса — Эрин Торпи) - Отто Минк (актёр — Грегори Спорледер): Контрабандист с чёрного рынка. Погиб от рук Андервуд, прежде чем он бы смог убить Картер. - Алекс Дубин (актёр — Кевин Коттлир): Учёный СНР. - Счастливчик Сэм Сойер (актёр — Леонард Робертс): Член Воющих Коммандос. - Никола (актёр — Алекс Видов): Русский учёный и заключённый Левиафана. - Персиваль «Пинки» Пинкертон (актёр — Ричард Шорт): Член Воющих Коммандос. - Джонатан «Джуниор» Джунипер (актёр — Джеймс Остин Керр): Член Воющих Коммандос, которого убивает молодой курсант Левиафана. Стэн Ли и Джон Гловер появляются в эпизодических ролях в качестве клиента чистильщика обуви и друга-журналиста Дули соответственно. Крис Эванс появляется в роли Стива Роджерса / Капитана Америки через архивные кадры из фильма «Первый мститель». | - Вайолет (актриса — Сара Болджер): Новая девушка Сузы в Лос-Анджелесе. Она бросает его, узнав о его чувствах к Картер. - Эндрю Генри (актёр — Шон О’Брайан): Детектив убойного отдела Департамента полиции Лос-Анджелеса, подвергшийся воздействию Нулевой материи. - Портье «Isodyne» (актриса — Анджела Кристанелло) - Руфус Хант (актёр — Крис Браунинг): Киллер Совета Девяти. - Торренс (актёр — Джон Балма): Хозяин клуба Arena Club. - Вега (актёр — Рэй Валентин): Агент СНР под командованием Сузы. - Томас Глостер (актёр — Кейси Сэндер): Бизнесмен в Совете Девяти. - Аманда Картер (актриса — Кэрол Руджиер): Мать Пегги Картер. - Майкл Картер (актёры — Макс Браун и Уэбб Бейкер Хэйс): Брат Пегги, убитый во время Второй мировой войны. Это убеждает её присоединиться к Управлению специальных операций. - Уилма Калли (актриса — Самира Армстронг): Мать Уитни Фрост. - Бад Шульц (актёр — Крис Малки): Любовник Уилмы Калли. - Эдвардс (актёр — Кристофер Гроув): Инструктор Пегги в Блетчли-парке. - Фред Уэллс (актёр — Кевин Чангарис): Бывший жених Пегги. - Мортимер Хэйс (актёр — Джон Керри): Газетный магнат в Совете Девяти. - Нонна Манфреди (актриса — Тина Д’Марко): Бабушка Джозефа Манфреди. - Чон (актёр — Том Т. Чои): Доктор Аны Джарвис в больнице. Луис ван Амстель, Дмитрий Чаплин, Карина Смирнофф, Анна Требунская, Саша Фарбер и Дэмиан Уайтвуд, профессиональные танцоры из «Танцев со звёздами», выступают в эпизодических ролях в качестве танцоров во сне Пегги в эпизоде «Маленькая песня и танцы». |